# Ricard Marlet
Ricard Marlet i Saret (Sabadell, 25 de septiembre de 1896 - Matadepera, 8 de junio de 1976) fue un xilógrafo, pintor y escultor español.

## Biografía
Autodidacta, fue uno de los principales representantes del noucentisme artístico vallesano, siendo cofundador de L'Almanac de les Arts y de la Asociación de Música de Sabadell, para cuyas publicaciones hizo emblemáticas ilustraciones grabadas en madera (xilografía). Fue uno de los más prolíficos y refinados xilógrafos catalanes; dignificó con sus composiciones gran cantidad de impresos de todo tipo, desde los publicitarios a ediciones de bibliofilia, pasando por estampas religiosas, calendarios, etc. También practicó la pintura mural y de caballete, la escultura y diversas artes plásticas. Varias de sus matrices se conservan en la Biblioteca de Cataluña y en el Museo de Historia de Sabadell. Tuvo como discípulo a Miquel Torner de Semir.